# Mannaz
Cette page contient des caractères spéciaux ou non latins. S’ils s’affichent mal (▯, ?, etc.), consultez la page d’aide Unicode.
Mannaz est la vingtième rune du Futhark (l'alphabet runique des anciens peuples germaniques) et la quatrième de la famille de Tiwaz. Elle est précédée d'Ehwaz et suivie de Laguz. Elle a donné, par exemple, l'anglais man et l'allemand Mann.
Le nom de cette rune était maðr « homme » en vieux norrois et man en vieil anglais, de même sens. Le Codex Vindobonensis 795 donne un nom de lettre correspondant dans l'alphabet gotique sous la forme manna, restitué en gotique comme manna. *Mannaz est la forme reconstruite pour le proto-germanique à partir de cette correspondance.
Cette rune notait à l'origine le son [m].

## Poème runique
Seul le poème runique anglo-saxon décrit Mannaz :
| Poème runique | Traduction en français |
| --- | --- |
| Anglo-saxon:ᛗ Man byþ on myrgþe his magan leof: sceal þeah anra gehwylc oðrum swican, forðum drihten wyle dome sine þæt earme flæsc eorþan betæcan. | L'homme joyeux est cher à ses parents; Pourtant, chaque homme est voué à l'échec son compatriote, car le Seigneur par son décret va commettre la charogne infâme de la terre. |